# Pararge furialis
Pararge furialis är en fjärilsart som beskrevs av Schultz 1908. Pararge furialis ingår i släktet Pararge och familjen praktfjärilar. Inga underarter finns listade i Catalogue of Life.